# Rugby 7 masculino en los Juegos Asiáticos 2010
El Rugby 7 en los Juegos Asiáticos de 2010 se jugó entre el 21 y 23 de noviembre de 2010 en el Guangzhou University Town Stadium, participaron 9 selecciones de Asia.
Japón venció en la final a Hong Kong para ganar la medalla de oro.

## Resultados

### Grupo A
| Pos | Países    | Partidos | Partidos | Partidos | Partidos | Tantos | Tantos | Tantos | Pts |
| Pos | Países    | J        | G        | E        | P        | PF     | PC     | DP     | Pts |
| --- | --------- | -------- | -------- | -------- | -------- | ------ | ------ | ------ | --- |
| 1   | Japón     | 4        | 4        | 0        | 0        | 136    | 12     | +124   | 12  |
| 2   | Hong Kong | 4        | 3        | 0        | 1        | 128    | 39     | +89    | 10  |
| 3   | Malasia   | 4        | 2        | 0        | 2        | 68     | 76     | -8     | 8   |
| 4   | Tailandia | 4        | 1        | 0        | 3        | 76     | 86     | -10    | 6   |
| 5   | Mongolia  | 4        | 0        | 0        | 4        | 0      | 195    | -195   | 4   |

### Grupo B
| Pos | Países        | Partidos | Partidos | Partidos | Partidos | Tantos | Tantos | Tantos | Pts |
| Pos | Países        | J        | G        | E        | P        | PF     | PC     | DP     | Pts |
| --- | ------------- | -------- | -------- | -------- | -------- | ------ | ------ | ------ | --- |
| 1   | China         | 3        | 3        | 0        | 0        | 99     | 10     | +89    | 9   |
| 2   | Corea del Sur | 3        | 2        | 0        | 1        | 91     | 17     | +74    | 7   |
| 3   | Sri Lanka     | 3        | 1        | 0        | 2        | 47     | 81     | -34    | 5   |
| 4   | India         | 3        | 0        | 0        | 3        | 17     | 146    | -129   | 3   |

#### Quinto puesto
|  | Copa de plata | Copa de plata | Copa de plata |           |         | Quinto puesto  | Quinto puesto  | Quinto puesto  |  |
|  |               |               |               |           |         |                |                |                |  |
|  |               |               |               |           |         |                |                |                |  |
|  | Malasia       | Malasia       | 38            |           |         |                |                |                |  |
|  | Malasia       | Malasia       | 38            |           |         |                |                |                |  |
|  | India         | India         | 7             |           |         |                |                |                |  |
|  | India         | India         | 7             |           | Malasia | Malasia        | 27             |                |  |
|  |               |               |               |           | Malasia | Malasia        | 27             |                |  |
|  |               |               | Sri Lanka     | Sri Lanka | 7       |                |                |                |  |
|  | Sri Lanka     | Sri Lanka     | Sri Lanka     | Sri Lanka | 7       | 21             |                |                |  |
|  | Sri Lanka     | Sri Lanka     |               |           |         | 21             |                |                |  |
|  | Tailandia     | Tailandia     | 17            |           |         | Séptimo puesto | Séptimo puesto | Séptimo puesto |  |
|  | Tailandia     | Tailandia     | 17            |           |         | Séptimo puesto | Séptimo puesto | Séptimo puesto |  |
|  |               |               |               |           |         |                |                |                |  |
|  |               |               |               |           |         | India          | India          | 22             |  |
|  |               |               |               |           |         | India          | India          | 22             |  |
|  |               |               |               |           |         | Tailandia      | Tailandia      | 7              |  |
|  |               |               |               |           |         | Tailandia      | Tailandia      | 7              |  |
|  |               |               |               |           |         |                |                |                |  |

#### Fase final
|  | Cuartos de final | Cuartos de final | Cuartos de final |               |           | Semifinales | Semifinales | Semifinales |               |               | Copa         | Copa         | Copa |  |
|  |                  |                  |                  |               |           |             |             |             |               |               |              |              |      |  |
|  |                  |                  |                  |               |           |             |             |             |               |               |              |              |      |  |
|  | Japón            | Japón            | 26               |               |           |             |             |             |               |               |              |              |      |  |
|  | Japón            | Japón            | 26               |               |           |             |             |             |               |               |              |              |      |  |
|  | India            | India            | 5                |               |           |             |             |             |               |               |              |              |      |  |
|  | India            | India            | 5                |               | Japón     | Japón       | 28          |             |               |               |              |              |      |  |
|  |                  |                  |                  |               | Japón     | Japón       | 28          |             |               |               |              |              |      |  |
|  |                  |                  | Corea del Sur    | Corea del Sur | 15        |             |             |             |               |               |              |              |      |  |
|  | Corea del Sur    | Corea del Sur    | Corea del Sur    | Corea del Sur | 15        | 47          |             |             |               |               |              |              |      |  |
|  | Corea del Sur    | Corea del Sur    |                  |               |           |             |             |             |               |               |              |              |      |  |
|  | Malasia          | Malasia          | 7                |               |           |             |             |             |               |               |              |              |      |  |
|  | Malasia          | Malasia          | 7                |               |           |             |             |             |               | Japón         | Japón        | 28           |      |  |
|  |                  |                  |                  |               |           |             |             |             |               | Japón         | Japón        | 28           |      |  |
|  |                  |                  | Hong Kong        | Hong Kong     | 21        |             |             |             |               |               |              |              |      |  |
|  | Hong Kong        | Hong Kong        | Hong Kong        | Hong Kong     | 21        | 19          |             |             |               |               |              |              |      |  |
|  | Hong Kong        | Hong Kong        |                  |               |           |             |             |             |               |               |              |              |      |  |
|  | Sri Lanka        | Sri Lanka        | 14               |               |           |             |             |             |               |               |              |              |      |  |
|  | Sri Lanka        | Sri Lanka        | 14               |               | Hong Kong | Hong Kong   | 19          |             |               | Tercer lugar  | Tercer lugar | Tercer lugar |      |  |
|  |                  |                  |                  |               | Hong Kong | Hong Kong   | 19          |             |               | Tercer lugar  | Tercer lugar | Tercer lugar |      |  |
|  |                  |                  | China            | China         | 14        |             |             |             |               |               |              |              |      |  |
|  | China            | China            | China            | China         | 14        | 36          |             |             | Corea del Sur | Corea del Sur | 21           |              |      |  |
|  | China            | China            |                  |               |           |             |             |             | Corea del Sur | Corea del Sur | 21           |              |      |  |
|  | Tailandia        | Tailandia        | 0                |               |           |             |             |             |               |               | China        | China        | 14   |  |
|  | Tailandia        | Tailandia        | 0                |               |           |             |             |             |               |               | China        | China        | 14   |  |
|  |                  |                  |                  |               |           |             |             |             |               |               |              |              |      |  |